# Завальнюк, Владислав Матвеевич
Завальнюк Владислав Матвеевич (род. 8 июля 1949, с. Слобода-Мурафская (сегодня — Клекотина, расположенное в Шаргородском районе Винницкой области)) — белорусский римо-католический священник, религиозный деятель, теолог, переводчик и публицист. Крещён в костеле Непорочного Зачатия Пресвятой Девы Марии, где позже принял таинства Евхаристии и Миропомазание.

## Биография
Образование получил в Новомурафской школе (сегодня — Клекотинская школа), а дальше поехал в Ригу, потому что хотел стать слушателем Рижской духовной семинарии, ведь понял, что его призвание быть священником. Но сразу поступить в семинарию ему не удалось, поэтому он остался жить в Риге, работая строителем и мечтая поступить в семинарию. К этому призвание, он шёл, преодолевая различные препятствия, но с ним рядом всегда была мать, которая во всем его поддерживала и помогала. В семинарию удалось вступить в 1969 году. Окончил семинарию в 1974 году, став священником. Рукоположил его кардинал Юлиан Вайводс 26 мая 1974 года.
После посвящения отправился в Молдову, где католическая церковь была фактически уничтожена. Во время пребывания в Молдове обслуживал около 70 католических приходов и миссионерских пунктов (в том числе 11 немецких).
В 1976—1977 годах в селе Слобода-Рашково под руководством В. Завальнюка построен храм без официального разрешения на строительство от советской власти. Церковь разобрана 25 ноября 1977 года.. Завалюнюка арестовали за «религиозную пропаганду» и выслали в Казахстан. Впоследствии вынужден был переехать в Красноярск. В 1980 году снова вернулся в Латвию.
В 1984 году переведен в Беларусь, где служил в Глубоком. Восстановил и открыл ряд католических приходов в стране.
С начала 1990-х годов проводит последовательную белорусизацию католической церкви в Беларуси.
С 1991 года проводит широкую книгоиздательскую деятельность.

## Деятельность
о. Владислав является кандидатом исторических наук, переводчиком, публицистом, радиоведущим программы «Голас душы», основателем Христианского общества милосердия, активным общественным деятелем и автором десятков книг.

## Известные работы
- «Святое Імша» (1990)
- «Катэхізм» (1993)
- «Будслаўскі касьцел — сьвятыня Беларусі» (1993)
- «Сьвятыня Беларуси» (1994)
- «Сьвяты Ружанец» (1994)
- «Прыгатаваньне да першай Сьвятой споведзі» (1995)
- «Абрады пахавання» (1998)
- «История Будславской базилики» (1998)
- «Канфесіі на Беларусі» (1998, соавтор)
- «Слоўнік сучаснай беларускай мовы» (2009, соавтор)
- «Не хлебом единым» (2011)